# Мвале, Буш
Буш Мвале (англ. Bush Mwale, родился 7 ноября 1993 года в Ньери) — кенийский регбист, выступающий на позиции нападающего; игрок клуба «Хоумбойз» и сборной Кении по регби-7. Участник летних Олимпийских игр 2016 года.

## Биография
Представляет клуб «Хоумбойз», в его составе участвует в турнире по регби-7 Sepetuka Sevens. За сборную Кении дебютировал в сезоне Мировой серии по регби-7 2014/2015, сыграв на девяти этапах (в том числе в Веллингтоне и Лас-Вегасе.
В 2016 году Мвале пропустил этапы Мировой серии 2015/2016 в Лас-Вегасе и Ванкувере из-за травмы колена. В том же году Мвале был включён в заявку кенийской сборной на Олимпиаду в Рио-де-Жанейро: на играх сыграл 4 матча, а сборная заняла 11-е место.
К концу розыгрыша Мировой серии 2019/2020, прерванной из-за пандемии COVID-19, Мвале набрал 185 очков в 166 матчах. В 2021 году он сыграл на товарищеском турнире по регби-7 в Мадриде, заменив в составе Эндрю Амонде. В том же году он был включён в список резервистов, готовых прибыть в расположение сборной Кении на Олимпиаду в Токио в случае травмы кого-либо из игроков.